# Yinka Dare
Yinka Dare (Kano, Nigeria; 10 de octubre de 1972 - Englewood, Nueva Jersey; 9 de enero de 2004) fue un jugador nigeriano de baloncesto que jugó cuatro temporadas en la NBA, todas ellas en New Jersey Nets. Falleció en 2004 debido a un ataque al corazón. Con 2,13 metros de estatura, jugaba en la posición de pívot.

## Inicios
Dare fue descubierto por un abogado nigeriano llamado Lloyd Ukwu en una visita a Lagos en 1991. Mientras Ukwu conducía, vio a un chico alto sentado en un banco comiendo y le preguntó cual era su estatura, algo que Dare ignoraba. Dare pasaba la mayor parte de su tiempo jugando al tenis, pero posteriormente cambió el deporte de la raqueta por el baloncesto. Jugó durante una temporada en el Milford Academy High, un instituto estadounidense ubicado en el estado de Connecticut.

## Trayectoria deportiva

### Universidad
Dare asistió dos años a la Universidad George Washington, donde mejoró sus condiciones con el entrenador Mike Jarvis y ayudó a revivir el programa de baloncesto de la universidad. En su primera campaña lideró a los Colonials a la ronda de 16 del Torneo de la NCAA, lo más lejos que había llegado George Washington en toda su historia. Al siguiente año los Colonials alcanzaron la segunda ronda del campeonato. Dare finalizó su etapa universitaria promediando 13.8 puntos y 10.3 rebotes en 60 partidos. En dos temporadas se convirtió en el líder histórico de los Colonials en tapones con más de dos por partido.

### Profesional
Fue seleccionado por New Jersey Nets en la 14.ª posición del Draft de la NBA de 1994, firmando un contrato de 6 años y 9 millones de dólares. En su primera campaña en la NBA solo jugó tres minutos antes de caer lesionado (rotura de ligamento cruzado anterior) y perderse toda la temporada. Los Nets no le protegieron durante el draft de expansión, pero ni Toronto Raptors ni Vancouver Grizzlies le seleccionaron. En la temporada 1995-96 disputó 58 partidos y promedió 2.8 puntos y 3.1 rebotes. Dare conserva el récord de más minutos jugados sin repartir una asistencia con 770. En sus cuatro temporadas que militó en la NBA solo dio 4 asistencias y perdió 96 balones. Tras dos años más en los Nets fue traspasado a Orlando Magic en febrero de 1998 y a los pocos días fue cortado. En 2000 fichó como agente libre por Golden State Warriors, pero fue despedido antes de que comenzara la liga. 
Posteriormente jugó de manera intermitente en otras ligas menores como la CBA o la USBL hasta 2003.

## Estadísticas de su carrera en la NBA

### Temporada regular
| Año     | Equipo     | PJ  | PT | MPP  | %TC  | %3P | %TL  | RPP | APP | ROB | TPP | PPP |
| ------- | ---------- | --- | -- | ---- | ---- | --- | ---- | --- | --- | --- | --- | --- |
| 1994-95 | New Jersey | 1   | 0  | 3.0  | .000 | —   | —    | 1.0 | .0  | .0  | .0  | .0  |
| 1995-96 | New Jersey | 58  | 23 | 10.8 | .438 | —   | .613 | 3.1 | .0  | .1  | .7  | 2.8 |
| 1996-97 | New Jersey | 41  | 2  | 7.6  | .352 | —   | .514 | 2.0 | .1  | .1  | .7  | 1.4 |
| 1997-98 | New Jersey | 10  | 0  | 6.0  | .222 | —   | .500 | 1.7 | .1  | .0  | .2  | 1.2 |
| Total   |            | 110 | 25 | 9.1  | .396 | —   | .570 | 2.6 | .0  | .1  | .6  | 2.1 |

## Fallecimiento
Dare murió en 2004 tras desplomarse en su casa en Nueva Jersey. Un médico forense determinó que Dare tuvo un paro cardiaco debido a una arritmia descubierta cuando jugaba en la universidad.